# Bradyagaue quadriseta
Bradyagaue quadriseta är en kvalsterart som beskrevs av Newell 1971. Bradyagaue quadriseta ingår i släktet Bradyagaue och familjen Halacaridae. Inga underarter finns listade.